# Florence Kawa
Florence Kawa (1912–2008) foi uma artista americana.
Kawa participou do Projeto de Arte Federal da Administração de Projetos de Obras na década de 1930. O seu trabalho está incluído nas colecções do Museu Smithsoniano de Arte Americana, da Biblioteca e Museu Presidencial Franklin D. Roosevelt e do Museu de Arte de Indianápolis.